# Meurtres à Belle-Île
Pour plus de détails, voir Fiche technique et Distribution.
Meurtres à Belle-Île est un téléfilm français, de la collection Meurtres à..., écrit par Fabienne Lesieur et Victor Pavy, réalisé par Marwen Abdallah et diffusé pour la première fois, en Belgique, le 12 octobre 2019 sur La Une, en Suisse, le 18 octobre 2019, sur RTS Un et, en France, le 26 octobre 2019 sur France 3.

## Synopsis
Un corps est découvert au milieu de la lande à Belle-Île-en-Mer, attaché à un menhir. Il s'agit de l'agent immobilier Antoine Legoff. Le mot "voleur" a été tagué sur la pierre. Ce menhir est lié à une vieille légende ;  Jean et Jeanne. Ils auraient été des amants maudits à l'interdiction de s'aimer et pétrifiés sous la forme de menhirs. La commandante de gendarmerie Marine Lamblin est chargée de l'enquête mais doit collaborer avec Thomas Keller, un capitaine à la SRPJ de Vannes un peu dragueur venu du continent.

## Fiche technique[1]
- Réalisation : Marwen Abdallah
- Premier assistant réalisateur : Olivier Vergès
- Scénario : Fabienne Lesieur et Victor Pavy
- Production : A Prime Group avec la participation de France 3
- Producteurs : Dominique Ambiel et Pierre Sportolaro
- Directeur de production : Olivier Guedj
- Photographie : Jean-Pierre Hervé
- Décors : Cédric Henry
- Costumes : Marie-Claude Brunet
- Régisseur général : Gaël Mathelin
- Pays d'origine :  France
- Langue originale : français
- Genre : policier
- Durée : 90 minutes
- Date de diffusion :  
  -  Belgique : 18 octobre 2019, sur La Une[2]
  -  Suisse : 18 octobre 2019, sur RTS Un
  -  France : 26 octobre 2019 sur France 3

## Distribution[3]
- Charlotte de Turckheim : Commandante de gendarmerie Marine Lamblin
- Nicolas Gob : Capitaine de police Thomas Keller
- Garance Thenault : Anna Blain
- Alexandra Vandernoot : Clothilde Bordier
- Alexis Loret : Julien Dubreuil
- Cédric Weber : Yann Bihan
- Xavier Mathieu : Franck
- Sophie Le Garles : Zoé Lamblin
- Damien Le Délézir : Armel
- Jean-Philippe Davodeau : Antoine Legoff
- Anaïs Fabre : Soline Bihan
- Miglen Mirtchev : Vladimir Petrov
- Mewen Bauchy : Ouvrier bagne
- Philippe Languille : Adrien Godot
- Grégory Leroy : Roch Mougin
- Joël Cudennec : Pierrick Legoff
- Anaëlle Lohou : Laure Kerinou

## Audience
- France : 4,327 millions de téléspectateurs (1ère diffusion France 3, 26 octobre 2019) (22,5 % de part d'audience)[4]

## Tournage
Le tournage s'est déroulé du 1er au 26 avril 2019 dans le sud de la Bretagne.

## Réception critique
Le magazine belge Moustique ne voit « rien de bien original » dans le télefilm, qui « n'est pas le meilleur épisode » de la collection mais salue le choix des « comédiens, utilisés à contre-emploi » : « le jeu très sobre de Charlotte de Turckheim qui se révèle rafraîchissant à côté des pitreries dans lesquelles on la cantonne habituellement » et Nicolas Gob qui « échappe, pour une fois, au personnage colérique et bougon qu'on a tendance à lui accoler ». 